# Аная (Сеговія)
Аная (ісп. Anaya) — муніципалітет в Іспанії, у складі автономної спільноти Кастилія-і-Леон, у провінції Сеговія. Населення — 162 особи (2010).
Муніципалітет розташований на відстані близько 80 км на північний захід від Мадрида, 15 км на захід від Сеговії.

## Демографія
Динаміка населення (INE ):